# 加菲猫：双猫记
《双猫记》（英語：Garfield: A Tail of Two Kitties）是电影《加菲貓》的续集。该影片的导演是Tim Hill，编剧是Joel Cohen & Alec Sokolow与Alec Sokolow，由二十世紀福斯出品，于2006年6月16日在美国影院发行。其故事情节借鉴自马克吐温的《王子与乞丐》，而英文片名則取自《雙城記》。

## 劇情簡介
《加菲貓2》讓好食懶飛的加菲一嚐當太子的滋味。在這一集，他和主人一起到英國旅遊，竟被誤認為是一隻皇室血統貓，無厘頭繼承了一座美麗的城堡。對城堡垂涎已久的陰濕伯爵，卻計劃除掉加菲，霸佔城堡改成娛樂中心，令一向好吃懶做的加菲遇到不少麻煩。

## 角色

### 真人角色
| 配音             | 配音     | 配音     | 角色                                     |
| 演員             | 國語配音 | 粵語配音 | 角色                                     |
| ---------------- | -------- | -------- | ---------------------------------------- |
| 布萊克金·邁耶    |          | 張繼聰   | 乔恩·阿布库/台譯：老姜（Jon Arbuckle）     |
| 珍妮佛·樂芙·休伊 | 馮嘉德   | 謝安琪   | 丽丝·威尔逊医生（Dr. Liz Wilson）        |
| 比利·康諾利      | 徐健春   |          | 道吉斯爵士（Lord Dargis）                |
| 伊恩·奥博克罗比  | 曹冀魯   | 甄錦華   | 史密斯（Smithee）                        |
| 罗杰·李斯        | 康殿宏   | 高翰文   | 霍布斯先生（Mr. Hobbs）                  |
| 露西·大衛斯      | 馮嘉德   | 郭碧珍   | 艾比·威斯特小姐（Ms. Abby Westminister） |
| 珍·凱爾          | 崔幗夫   |          | 惠妮女士（Mrs. Whitney）                 |
| 奧利弗·穆爾海德  |          |          | 格林先生（Mr. Greene）                   |

### 配音
| 配音             | 配音     | 配音     | 角色                     |
| 原文配音         | 國語配音 | 粵語配音 | 角色                     |
| ---------------- | -------- | -------- | ------------------------ |
| 比爾·莫瑞        | 張菲     | 劉青雲   | 加菲貓（Garfield）       |
| 提姆·克里        | 曹冀魯   | 張錦程   | 王子十二世（Prince XII） |
| 鲍勃·霍斯金斯    | 魏伯勤   | 李忠強   | 温斯顿（Winston）        |
| 瑞斯·伊凡斯      | 李香生   |          | 馬克兔（McBunny）        |
| 維尼·瓊斯        | 林谷珍   |          | 羅梅爾（Rommel）         |
| 吉姆·皮多克      | 佟紹宗   |          | 波萊羅（Bolero）         |
| 喬·帕斯科爾      |          |          | 克拉達斯（Claudius）     |
| 格里格·艾利斯    | 劉傑     |          | 尼格爾（Nigel）          |
| 理查·E·格蘭特    | 陳幼文   |          | 普雷斯頓（Preston）      |
| 珍·里弗斯        | 王瑞芹   |          | 伊妮（Eenie）            |
| 珍·霍洛克斯      | 詹雅菁   |          | 米妮（Meenie）           |
| 羅斯科·李·布羅恩 | 佟紹宗   | 葉振邦   | 旁白（Narrator）         |

## 发行日期
- 巴西: 2006年6月15日
- 美国: 2006年6月16日
- 菲律賓: 2006年6月21日
- 法國: 2006年7月19日
- 芬兰: 2006年7月21日
- 英国: 2006年7月21日
- 爱尔兰: 2006年7月21日
- 匈牙利: 2006年7月27日
- 荷蘭: 2006年8月9日
- 中华人民共和国: 2006年8月11日
- 波蘭: 2006年8月27日
- 俄羅斯: 2006年8月17日
- 羅馬尼亞: 2006年9月1日
- : 2006年9月21日

## 評價
本片獲得了多數負面的評價。爛番茄根據74條評論，獲得11%的新鮮度，平均得分3.49／10。在Metacritic上，電影獲得了37分。